# 樋口幸子
樋口 幸子（ひぐち さちこ）はフリーアナウンサー（元新潟総合テレビアナウンサー）。新潟県西蒲原郡分水町（現在は燕市）出身。
NSTの特別番組等でフリー、リポーターとして活動。

## 過去
- ザ・ハウジングニュース
- これが正解（新潟県公立高校入試速報）
- FNSスーパースペシャル 1億人のテレビ夢列島'88 - 新潟駅中継担当